# Alexandra Boltasseva
Alexandra Boltasseva est titulaire de la chaire Ron et Dotty Garvin Tonjes d'ingénierie électrique et informatique à l'université Purdue, et rédactrice en chef de la revue Optical Materials Express de l'Optical Society. Ses recherches portent sur les métamatériaux plasmoniques, des composites de métaux fabriqués par l'homme qui utilisent les plasmons de surface pour obtenir des propriétés optiques inédites dans la nature.

## Éducation et carrière
Boltassev fait ses études de licence et de maîtrise en physique à l'Institut de physique et de technologie de Moscou, complétant ses projets de recherche sur les lasers à puits quantiques à l'Institut physique Lebedev. Elle est ensuite partie à l'Université technique du Danemark pour y passer son doctorat en nanophotonique et nanofabrication, où elle travaille avec Sergey I. Bozhevolnyi. Après son doctorat, Boltasseva travaille dans deux jeunes entreprises de photonique avant de retourner à l'Université technique du Danemark en tant que postdoc, puis professeure associé. En 2008, elle rejoint l'Université Purdue, où elle est actuellement titulaire de la chaire Ron et Dotty Garvin Tonjes d'ingénierie électrique et informatique, ainsi que d'une nomination de courtoisie en ingénierie des matériaux.

## Recherche
En comparant le graphène, les oxydes complexes et les nitrures de métaux de transition, elle a noté que ces derniers sont thermiquement stables et biocompatibles, ainsi que compatibles avec les systèmes informatiques. À l'avenir, ces recherches pourraient nous permettre de combiner l'optique à l'échelle de l'électronique traditionnelle.

### Prix, distinctions, adhésions
Alexandra Boltasseva reçoit plusieurs prix pour ses recherches :
- en 2021, pour la deuxième année consécutive, elle est nommée dans la liste The Highly Cited Researchers de Clarivate.

- en 2021, elle devient membre de la Materials Research Society[7].

Pour ses contributions aux métamatériaux plasmoniques et optiques, notamment les guides d'ondes plasmoniques pour les circuits sur puce, la nanophotonique à haute température, les structures optiques à indice de réfraction extrêmement faible et la plasmonique accordable.
- en 2020, elle devient Fellow de l'Académie nationale des inventeurs (NAI)[8].

- en 2019, Fellow de l'Institute of Electrical and Electronics Engineers (IEEE)[9].

- Finaliste du prix national Blavatnik 2018 pour les jeunes scientifiques[10].

- 2017 : Fellow de la société internationale d'optique et de photonique (SPIE)[11].

- 2015 : Fellow de The Optical Society[12] pour ses contributions séminales à la nanophotonique et aux nouveaux matériaux plasmoniques.

- 2013 : prix de jeune chercheuse de l'IEEE Photonics Society[13] pour des contributions séminales au développement de guides d'ondes métallo électriques pour l'optique intégrée et de nouvelles approches pour la réalisation de dispositifs nanoplasmoniques.

- Prix 2013 Outstanding Young Investigator de la Materials Research Society[14] pour ses recherches pionnières visant à développer de nouveaux matériaux pour les dispositifs plasmoniques, métamatériaux et optiques de transformation avancés, avec des applications potentielles dans les futures technologies photoniques à l'échelle nanométrique.

- 2011 : MIT Technology Review Top Young Innovator (TR35)[15]. Alexandra Boltasseva remplace les métaux normalement utilisés dans les métamatériaux par des semi-conducteurs, comme l'oxyde de zinc, qui ont été dopés à l'aluminium ou au gallium. Le dopage du semi-conducteur le fait se comporter davantage comme les métaux utilisés dans les métamatériaux, mais sans les pertes optiques associées.

- Prix 2009 de jeune chercheuse en technologies optiques avancées de l'|université d'Erlangen-Nuremberg[16]. Ce prix récompense ses contributions pionnières dans les domaines de la plasmonique et des métamatériaux. L'axe principal de ses recherches est la nano structuration avancée des métamatériaux, des matériaux spécialement conçus et créés artificiellement qui peuvent présenter des propriétés électromagnétiques impossibles à obtenir avec des matériaux naturels, avec des applications allant de la photonique avancée aux capteurs chimiques et biologiques.

- Prix 2008 de jeune chercheuse d'élite décerné par les conseils danois de la recherche indépendante[17].

## Société d'optique
Alexandra Boltasseva est nommée rédactrice en chef de la revue Optical Materials Express de The Optical Society en 2016, succédant à David J. Hagan, rédacteur en chef fondateur.